# 楫取道明

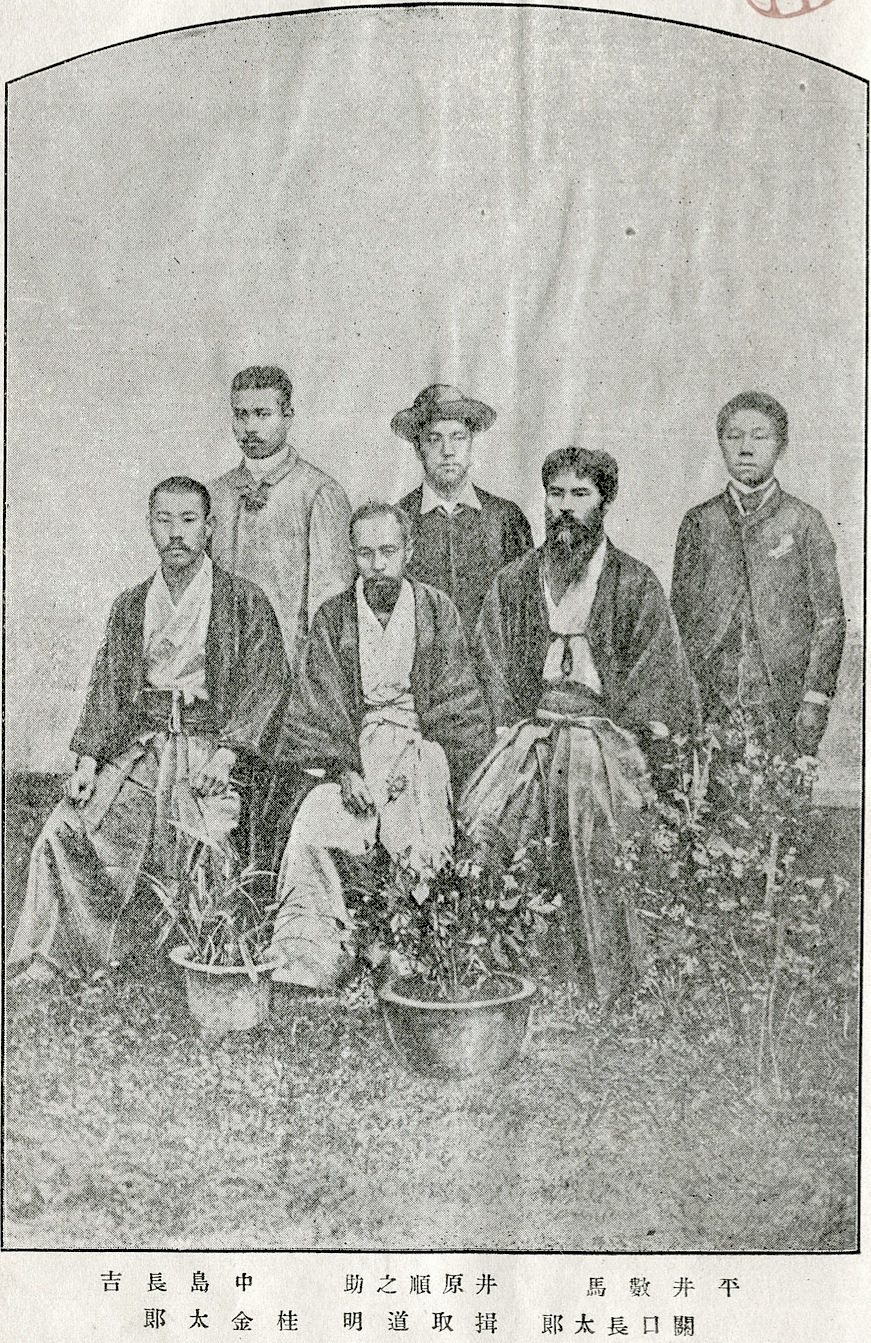
六氏先生の写真。楫取道明は前列中央。

楫取 道明（かとり みちあき、安政5年5月27日（1858年7月7日） - 明治29年（1896年）1月1日）は、日本の教育者。楫取素彦（小田村伊之助）と最初の妻・寿（吉田松陰の妹）との次男。台湾教育の祖。六氏先生の一人。
幼名は粂次郎（くめじろう）。幼少時に久坂玄瑞と文（松陰と寿の妹）夫婦の養子となり、玄瑞の死後に一時久坂家を継いだが、のち玄瑞の庶子の秀次郎が認知されて久坂家を継ぎ、粂次郎は生家に戻された。文はのちに美和子と改名し、寿の死後に楫取素彦と再婚した。
明治29年（1896年）1月1日、芝山巌事件で殺害された。同年1月13日、正五位を贈られた。

## 家族・子孫
- 妻：美寿子 - 千種有任の娘
- 息子：三郎 - 素彦の男爵位を継ぐ
- 娘：治子 - 小田村有芳（道明の実兄・小田村希家の養子）の妻
- 孫：小田村寅二郎、小田村四郎など